# Энергетика Кировской области
Энергетика Кировской области — сектор экономики региона, обеспечивающий производство, транспортировку и сбыт электрической и тепловой энергии. По состоянию на начало 2020 года, на территории Кировской области эксплуатировались 5 тепловых электростанций и одна малая ГЭС общей мощностью 972,55 МВт. В 2019 году они произвели 4309,1 млн кВт·ч электроэнергии.

## История
Первые электростанции в Вятке (прежнее название Кирова) появились в конце 19 века, это были небольшие частные станции мощностью 10-40 кВт, обеспечивающие энергоснабжение отдельных предприятий, гостиниц и т. п. В 1903 году в Вятке была построена первая в регионе электростанция общего пользования мощностью 490 кВт, вырабатывавшая постоянный ток напряжением 500 В, что позволило наладить электрическое освещение улиц. После ряда модернизаций эта электростанция эксплуатировалась около 50 лет и была закрыта после Великой Отечественной войны. К 1917 году в регионе имелось 37 электростанций промышленных предприятий и 4 электростанции общего пользования, общей мощностью 3477 кВт и выработкой 7,5 млн кВт·ч в год.
В 1927 году была введена в эксплуатацию электростанция спичечной фабрики «Красная звезда» мощностью 750 киловатт, электроэнергия которой передавалась через проложенный по дну реки кабель в город. Начался перевод электрических сетей города на переменный ток. В 1932 году был пущен первый турбоагрегат мощностью 1500 кВт на расположенной в Нововятске электростанции имени XVI партсъезда, также известной как ГЭС-2. В 1930 году было начато строительство электростанции при комбинате «Искож», сегодня носящей имя Кировской ТЭЦ-1. Первая очередь новой станции в составе четырёх котлоагрегатов и одного турбоагрегата мощностью 2,5 МВт была пущена в 1934 году. В 1937 году был пущен второй турбоагрегат той же мощности. В качестве топлива станция использовала дрова и торф. В том же 1934 году на базе всех трёх станций и объединивших их электрических сетей был образован Вятский энергокомбинат с единым диспетчерским управлением, ставший основой энергосистемы Кировской области.
В 1932 году было начато возведение Вятской ГРЭС, но станция не была достроена, вместо нее в 1935 году было начато строительство Кирово-Чепецкой ТЭЦ (сейчас носящей имя Кировской ТЭЦ-3). После начала Великой Отечественной войны в Кировскую область было эвакуировано 117 заводов и фабрик, энергопотребление уже в 1942 году возросло по сравнению с довоенным периодом в два раза. 6 ноября 1942 года был пущен первый турбоагрегат Кирово-Чепецкой ТЭЦ мощностью 12 МВт, также в 1942—1943 года вводятся в эксплуатацию два новых турбоагрегата Кировской ТЭЦ-1 общей мощностью 10 МВт. 13 февраля 1943 года Кировский энергокомбинат был реорганизован в районное энергетическое управление (РЭУ) «Кировэнерго». В тот же день была введена в эксплуатацию первая в регионе линия электропередачи напряжением 110 кВ от Кирово-Чепецкой ТЭЦ до подстанции «Северная».
В 1949 году вводится в эксплуатацию второй турбоагрегат мощностью 25 МВт на Кировской ТЭЦ-3. В 1950 году был разработан проект расширения станции в составе трёх очередей, в период 1953—1960 годов было смонтировано шесть турбоагрегатов общей мощностью 167 МВт и 7 котлоагрегатов. В послевоенные годы активно развивается электрификация сельской местности, за счёт строительства небольших местных электростанций, тепловых и малых ГЭС. С 1959 года начинается работа по подсоединению сельских районов к централизованному энергоснабжению, с выводом из эксплуатации неэффективных электростанций небольшой мощности. В 1964 году, после строительства линий электропередачи, связывающих Кировскую область с Горьковской и Удмуртской энергосистемами, регион был подключён к единой энергосистеме страны.
В 1957 году было начато строительство Кировской ТЭЦ-4, первая очередь станции в составе двух турбоагрегатов была введена в эксплуатацию в 1963 году. В 1969 году было завершено строительство второй очереди станции, её мощность достигла 320 МВт. В 1977 году в связи с прогнозируемым дефицитом электрической и тепловой энергии в Кирове было начато строительство новой современной тепловой электростанции блочного типа — Кировской ТЭЦ-5. В 1980 году станция начала вырабатывать тепло, а в 1983 году — и электроэнергию. На полную мощность 450 МВт станция была выведена в 1988 году, став крупнейшей электростанцией региона.
В 2007 году был введён в эксплуатацию единственный на данный момент объект возобновляемой энергетики Кировской области — Белохолуницкая ГЭС. В 2012 году на Кировской ТЭЦ-3 было начато строительство современного парогазового энергоблока мощностью 234 Мвт, который был введён в эксплуатацию в 2014 году. В том же году были введены в эксплуатацию новые турбоагрегаты мощностью 65 МВт и 165 МВт на Кировской ТЭЦ-4.

## Генерация электроэнергии
По состоянию на начало 2020 года, на территории Кировской области эксплуатировались 5 тепловых электростанций и одна малая ГЭС общей мощностью 972,55 МВт: Кировские ТЭЦ-1, ТЭЦ-3, ТЭЦ-4, ТЭЦ-5, ТЭЦ АО «Омутнинский металлургический завод», Белохолуницкая ГЭС.

### Кировская ТЭЦ-1
Расположена в г. Кирове, один из источников теплоснабжения города. Старейшая ныне действующая электростанция региона. Паротурбинная теплоэлектроцентраль, в качестве топлива использует природный газ. Эксплуатируемые в настоящее время турбоагрегаты станции введены в эксплуатацию в 1961 году, при этом сама станция пущена в 1942 году. Установленная электрическая мощность станции — 10,3 МВт, тепловая мощность — 90,2 Гкал/час. Фактическая выработка электроэнергии в 2019 году — 36,5 млн кВт·ч. Оборудование станции включает в себя два турбоагрегата, мощностью 5 МВт и 5,3 МВт, а также четыре котлоагрегата (ещё один котлоагрегат находится на консервации). Принадлежит ПАО «Т Плюс».

### Кировская ТЭЦ-3
Расположена в г. Кирово-Чепецк, основной источник теплоснабжения города. Теплоэлектроцентраль смешанной конструкции, включает в себя паротурбинную часть, парогазовый энерогоблок и водогрейную котельную, в качестве топлива использует природный газ. Эксплуатируемые в настоящее время турбоагрегаты станции введены в эксплуатацию в 1953 и 2014 годах, при этом сама станция пущена в 1944 году. Установленная электрическая мощность станции — 258 МВт, тепловая мощность — 606 Гкал/час. Фактическая выработка электроэнергии в 2019 году — 1684,7 млн кВт·ч. Оборудование паротурбинной части станции включает в себя один турбоагрегат мощностью 22 МВт, а также три котлоагрегата. Парогазовый энергоблок состоит из газотурбинной установки мощностью 171 МВт, паротурбинного агрегата мощностью 63 МВт и котла-утилизатора. Также имеется водогрейная котельная с четырьмя водогрейными котлами. Принадлежит ПАО «Т Плюс».

### Кировская ТЭЦ-4
Расположена в г. Кирове, один из источников теплоснабжения города. Паротурбинная теплоэлектроцентраль, в качестве топлива использует природный газ и торф (одна из двух электростанций России, работающих на торфе). Эксплуатируемые в настоящее время турбоагрегаты станции введены в эксплуатацию в 1964 и 2014 годах, при этом сама станция пущена в 1963 году. Установленная электрическая мощность станции — 243 МВт, тепловая мощность — 1142 Гкал/час. Фактическая выработка электроэнергии в 2019 году — 1203,6 млн кВт·ч. Оборудование станции включает в себя три турбоагрегата мощностью 50 МВт, 65 МВт и 125 МВт. Также имеется 8 котлоагрегатов и 3 водогрейных котла (ещё один водогрейный котёл находится на консервации). Принадлежит ПАО «Т Плюс».

### Кировская ТЭЦ-5
Расположена в г. Кирове, один из источников теплоснабжения города. Крупнейшая электростанция региона. Блочная паротурбинная теплоэлектроцентраль, в качестве топлива использует природный газ. Турбоагрегаты станции введены в эксплуатацию в 1983—1985 годах. Установленная электрическая мощность станции — 450 МВт, тепловая мощность — 1090 Гкал/час. Фактическая выработка электроэнергии в 2019 году — 1374,9 млн кВт·ч. Оборудование станции включает в себя три турбоагрегата, один мощностью 80 МВт и два мощностью по 185 МВт. Также имеется 3 котлоагрегата и 2 водогрейных котла. Принадлежит ПАО «Т Плюс».

### ТЭЦ АО «Омутнинский металлургический завод»
Расположена в г. Омутнинске, обеспечивает энергоснабжение металлургического завода (блок-станция), также является одним из источников теплоснабжения города. Паротурбинная теплоэлектроцентраль, в качестве топлива использует природный газ. Установленная электрическая мощность станции — 10 МВт, тепловая мощность — 29,4 Гкал/час. Фактическая выработка электроэнергии в 2019 году — 9,2 млн кВт·ч. Оборудование станции включает в себя два турбоагрегата, три котлоагрегата и один водогрейный котёл.

### Белохолуницкая ГЭС
Расположена в г. Белая Холуница на одноимённой реке, пристроена к существующей плотине Белохолуницкого пруда. Построена в 1964 году, но не введена в эксплуатацию, восстановлена в 2007 году. Мощность ГЭС — 1,25 МВт, проектная среднегодовая выработка электроэнергии — 5,28 млн кВт·ч. В здании ГЭС размещён один вертикальный гидроагрегат с поворотно-лопастной турбиной.

## Потребление электроэнергии
Потребление электроэнергии в Кировской области (с учётом потребления на собственные нужды электростанций и потерь в сетях) в 2019 году составило 7153,9 млн кВт·ч, максимум нагрузки — 1152 МВт. Таким образом, Кировская область является энергодефицитным регионом по электроэнергии и мощности, недостаток восполняется за счет перетоков электроэнергии из соседних регионов. Крупнейшие потребители электроэнергии по итогам 2019 года: Кирово-Чепецкий химический комбинат — 1280,78 млн кВт·ч, ОАО «РЖД» — 712,1 млн кВт·ч, АО «Транснефть» — 197 млн кВт·ч. Функции гарантирующего поставщика электроэнергии выполняет АО «ЭнергосбыТ Плюс».

## Электросетевой комплекс
Энергосистема Кировской области входит в ЕЭС России, являясь частью Объединённой энергосистемы Урала, находится в операционной зоне филиала АО «СО ЕЭС» — «Региональное диспетчерское управление энергосистем Пермского края, Удмуртской Республики и Кировской области» (Пермское РДУ). Энергосистема региона связана с энергосистемами Удмуртии по трём ВЛ 220 кВ и одной ВЛ 35 кВ, Пермского края — по одной ВЛ 500 кВ, Костромской области — по одной ВЛ 500 кВ и двум ВЛ 110 кВ, Вологодской области — по одной ВЛ 110 кВ, одной ВЛ 35 кВ и одной ВЛ 10 кВ, Архангельской области по одной ВЛ 110 кВ, Республики Коми по одной ВЛ 110 кВ, Нижегородской области по двум ВЛ 110 кВ и одной ВЛ 10 кВ, Марий Эл по пяти ВЛ 110 кВ и трём ВЛ 10 кВ, Татарстана по одной ВЛ 220 кВ и трём ВЛ 110 кВ.
Общая протяженность линий электропередачи напряжением 110—500 кВ составляет 5427,7 км, в том числе линий электропередачи напряжением 500 кВ — 382,2 км, 220 кВ — 937,5 км, 110 кВ — 4108 км. Магистральные линии электропередачи напряжением 220—500 кВ эксплуатируются филиалом ПАО «ФСК ЕЭС» — Пермское ПМЭС, распределительные сети напряжением 110 кВ и менее — филиалом ПАО «МРСК Центра и Приволжья» — «Кировэнерго» (в основном) и территориальными сетевыми организациями.